# Шнайдер Вайс
Шнайдер Вайс (на немски: Schneider Weisse) е марка немска вайс бира, която се произвежда от баварската пивоварна „Г.Шнайдер унд Зон“ (G.Schneider & Sohn) в гр. Келхайм, Германия.

## История
Пшеничната бира „Шнайдер Вайс“ се вари от 1872 г., когато основателят на компанията, Георг Шнайдер, придобива старата мюнхенска пивоварна „Weisses Brauhaus“ и получава лиценз за производство на бира от баварския крал Лудвиг II. През 1927 г. собствениците, които са потомци на Георг Шнайдер, разширяват дейността си и създават пивоварни и в градовете Келхайм и Щраубинг. След като пивоварната в Мюнхен е разрушена през 1944 г. от бомбардировките на съюзническата авиация, цялото производство се премества в Келхайм, където бирата се произвежда и до днес.
Награди: Australian International Beer Awards: златен медал (2008), сребърен медал (2006, 2009, 2010), бронзов медал (2011).

## Търговски асортимент
„Schneider Weisse“ се произвежда в следните разновидности:
- Schneider Weisse TAP1 Meine blonde Weisse – светлозлатиста вайс бира с алкохолно съдържание 5,2 об%.
- Schneider Weisse TAP2 Mein Kristall – светла сламено-жълта филтрирана кристалвайс бира без мая, с алкохолно съдържание 5,3 об%.
- Schneider Weisse TAP3 Mein Alkoholfreies – светлозлатиста безалкохолна вайс бира с алкохолно съдържание 0,5 об%.
- Schneider Weisse TAP4 Mein Grünes – месингово-златиста вайс бира с алкохолно съдържание 6,2 об%.
- Schneider Weisse TAP5 Meine Hopfenweisse – силна вайсбок бира със силно червеникав оттенък, с алкохолно съдържание 8,2 об%. Изразен флорален аромат на тропически плодове и ананас. Силна горчивина, последвана от плодов сладост.
- Schneider Weisse TAP6 Unser Aventinus – силна вайс допелбок бира с тъмнорубинен цвят и с алкохолно съдържание 8,2 об%. Плодов аромат с нотки на зрели банани, стафиди и сушени сини сливи. Най-старата вайсбок бира в Бавария, в производство от 1907 г. Наречена е на баварския историк Йоханес Авентинус.

- Schneider Weisse TAP7 Unser Original – кехлибарено-махагонова вайс бира с алкохолно съдържание 5,4 об%. Вкус и аромат на зрели банани, карамфил, индийско орехче и ядки. Вари се по оригиналната рецепта на основателя на пивоварната от 1872 г.
- Schneider Weisse TAP11 Unsere leichte Weisse – лека медено-златиста вайс бира с алкохолно съдържание 3,3 об%.
- Schneider Weisse Aventinus Eisbock – много силна вайс айсбок бира с тъмномахагонов, почти черен цвят, с алкохолно съдържание 12 об%. Отличава се със силни аромати и интензивен вкус на пикантни сливи с нотки на горчив бадем, марципан, банан и карамфил.

Лимитирани серии:
- Schneider Weisse Tap X Mein Nelson Sauvin – лимитирана серия силна вайсбок бира с алкохолно съдържание 7,3 об%. Пусната е на пазара през 2011 г. по повод 25-годишнината от създаването на „ABT cafés“, верига от около 50 независими заведения в Холандия, предлагащи основно бира, и се предлага в стъклени бутилки тип „шампанско“ от 0,75 л.
- Schneider Georg Schneiders 1608 Weissbier – лимитирана серия вайс бира с оранжев цвят и алкохолно съдържание 5,3 об%. Пусната е на пазара през 2008 г. по повод 400-годишнината от сваряването на първата пшенична бира по времето на херцог Максимилиан.